# Charles Moss
Charles Moss (6 de março de 1882 — 25 de julho de 1963) foi um ciclista britânico que competiu nos Jogos Olímpicos de Estocolmo em 1912.
Ele fez parte da equipe do Reino Unido que ganhou a medalha de prata na prova de estrada por equipes. Na estrada individual terminou em décimo oitavo.